# Ustaški stožer za Bosansku Hrvatsku
Ustaški stožer za Bosansku Hrvatsku bila je regionalna upravno-političko-policijska ustanova u NDH. Sjedište joj je bilo u Banjoj Luci. Čelna osoba bio je stožernik. Osnovana je skupa s Povjereništvom za bivšu Vrbasku banovinu 16./17. travnja 1941. godine. 

## Povijest
Osnovan je kad je u Banju Luku došao Viktor Gutić. U Ustaškom stožeru bila je usredotočena sva vlast koja se odnosila na politička i ustaška pitanja, n.pr. pitanja u svezi za Ustav "Ustaše - Hrvatskog oslobodilačkog pokreta". Upravna jezgra stožera bio je osobni kabinet stožernika. Unutar Stožera djelovalo je nekoliko odjela. Najvažnije odluke donosile su se u osobnom kabinetu stožernika. Stožer je osnovan kao prijelazno tijelo za uklanjanje Vrbaske banovine i prenošenje upravnog djelovanja na Veliku župu Sanu i Luku, u koju su ušli kotari Banja Luka, Prijedor, Ključ, Kotorišće i Sanski Most te ispostave Kozarac i Lušci Palanka. 
Ustaški stožer i Povjereništvo su brzo promijenile ime u Ustaški stožer i povjereništvo (jedno vrijeme: povjerenik) za bivšu Vrbasku banovinu te Ustaški stožer i likvidatura (jedno vrijeme: likvidator) za bivšu Vrbasku banovinu. Upravni ostatci Vrbaske banovine likvidirani su 1942. godine: u siječnju Veterinarski i Šumski odsjek, u sastavu Poljoprivrednog odjeljenja, a svibnja mjeseca Tehniĉko odjeljenje. Za potrebe ovog Gutićevog Stožera osnovan je list Hrvatska Krajina čiji je prvi broj izašao 20. travnja 1941. godine.